# AEK Arena - Georgios Karapatakis
L'AEK Arena - Georgios Karapatakis (in greco AEK Αρένα – Γεώργιος Καραπατάκης) è uno stadio di calcio cipriota situato a Larnaca.

## Storia
Inaugurato nel 2016 lo stadio, intitolato a Georgios Karapatakis, padre del presidente dell'Athlītikī Enōsī Kition (AEK), Andros Karapatakis, ha un terreno di gioco con superficie in erba naturale e quattro tribune, la principale parzialmente coperta, che al termine dei lavori raggiungerà una capacità complessiva di 8 000 posti.
L'impianto è usualmente utilizzato come terreno di gioco per le partite casalinghe della propria squadra di calcio nel campionato nazionale in sostituzione del precedente Gymnastikos Syllogos Zīnōn (Neo GSZ). Inoltre venne più volte utilizzato come uno degli impianti della Cyprus Cup, torneo a invito riservato a nazionali di calcio femminile che si tiene con cadenza annuale.